# داميان تشابا
داميان تشابا (بالإنجليزية: Damian Chapa)‏ مواليد 29 أكتوبر 1963 في دايتون، الولايات المتحدة، هو ممثل ومخرج ومنتج أمريكي بدأ مسيرته الفنية سنة 1989. من أعماله تحت الحصار وقتال الشوارع.

## روابط خارجية
- داميان تشابا على موقع IMDb (الإنجليزية)
- داميان تشابا على موقع ألو سيني (الفرنسية)
- داميان تشابا على موقع أول موفي (الإنجليزية)
- داميان تشابا على موقع قاعدة بيانات الأفلام السويدية (السويدية)
- داميان تشابا على موقع إن إن دي بي (الإنجليزية)
- داميان تشابا على موقع قاعدة بيانات الفيلم (الإنجليزية)
- داميان تشابا على موقع كينوبويسك (الروسية)